# Brigitte Neumeister

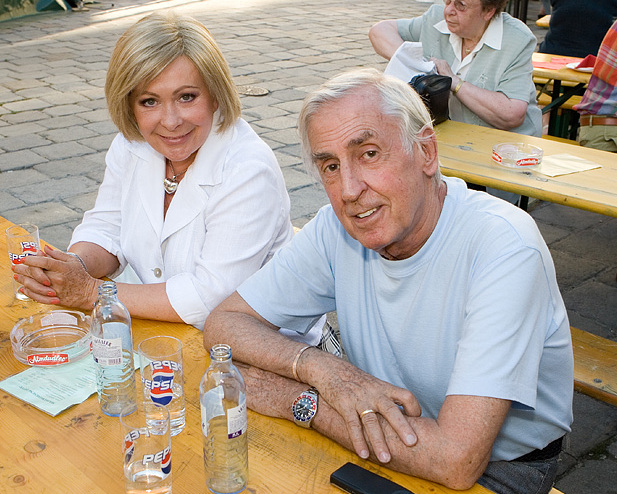
Brigitte Neumeister und Ehemann Felix Rothholz (Wien 2006)

Brigitte Neumeister (* 12. Jänner 1944 in Perchtoldsdorf, Niederösterreich (damals in Groß-Wien), Österreich; † 1. November 2013 in Wien) war eine österreichische Schauspielerin und Autorin.

## Leben

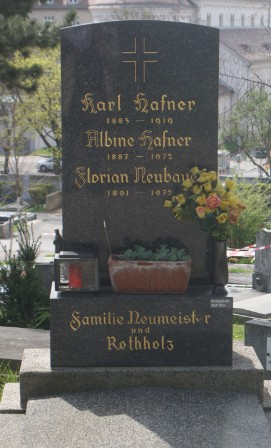
Grabstätte von Brigitte Neumeister und Felix Rothholz

Die Tochter eines Friseurs studierte Schauspielkunst und Gesang an der Wiener Musikakademie.
Ihr erstes Engagement hatte sie mit siebzehn Jahren in Saarbrücken am Staatstheater, wo sie in der Rolle der Ophelia debütierte und in den vier Jahren ihres dortigen Aufenthaltes in zahlreichen Rollen und Stücken (Märchen, Schauspiel, Operette, Musical) eingesetzt wurde. In ihrer Theaterlaufbahn folgten Engagements in den Hamburger Kammerspielen, am Raimundtheater in Wien, am Stadttheater Klagenfurt und am Theater in der Josefstadt (Ensemblemitglied 1968 bis 1989).
1972 spielte sie die Baronin Klagen in der 12. Folge der 13-teiligen österreichisch-deutschen Filmproduktion Die Abenteuer des braven Soldaten Schwejk.
Bis 1980 veröffentlichte Neumeister zwei erfolgreiche Langspielplatten und absolvierte 80 Soloabende in ganz Europa.
Ab 1989 war sie Ensemblemitglied am Volkstheater Wien, wo sie u. a. die Mrs. Peachum in der Dreigroschenoper und einen weiblichen Mephisto in Goethes Faust darstellte. Seit 2005 war sie auf der Bühne des Lustspielhauses tätig.
Neben ihren Erfolgen als Theaterschauspielerin wuchs sie einem Fernsehpublikum in zahlreichen Unterhaltungssendungen, Fernsehfilmen und Operetten ans Herz. Einem breiteren Publikum wurde die blonde Schauspielerin vor allem durch die Fernsehserie Kaisermühlen Blues bekannt.
Ihre künstlerische Vielfalt erstreckte sich auch auf Soloprogramme für Literatur, kabarettistische Leseprogramme und gesangliche Darbietungen. Im Jahr 2007 führte sie eine Tournee mit Soloprogrammen durch Deutschland und die Schweiz.
Von 2009 bis 2012 war sie in der ORF-Produktion Die Lottosieger zu sehen. Weiters unternahm sie eine Tournee mit Wolfgang Böck, Aus dem Reich der Burenwurst, und im Mai 2009 reiste sie nach Israel mit Kaffeehaus-Literatur.
2010 spielte sie im Fernsehfilm Tante Herthas Rindsrouladen mit. Im September 2011 übernahm sie im Musical Sister Act in Wien die Rolle der Mutter Oberin.

Brigitte Neumeister lebte mit ihrem Mann und Manager Felix Rothholz in Wien. Die beiden lernten einander 1968 in der Wiener Eden Bar kennen und heirateten 1972. Felix Rothholz starb im Juli 2011. Brigitte Neumeister starb plötzlich und unerwartet eines natürlichen Todes am 1. November 2013 in ihrer Wohnung in Wien. Die Urne wurde am Hernalser Friedhof (Gr. 43, Nr. 182), neben ihrem Gatten, in einem ehrenhalber gewidmeten Grab der Stadt Wien im engsten Familienkreis beigesetzt. 

## Filmografie/Theater (Auswahl)
- 1966/67: Katzenzungen von Miguel Mihura, Wiener Fassung von Hans Weigel, als Puppi, mit Albert Rueprecht, Elfriede Ott, Julia Janssen, Helene Thimig,  Aufzeichnung des ORF von den Wiener Kammerspiele
- 1967: Heubodengeflüster
- 1971: Gestrickte Spuren (ZDF/ORF 2-Teiler Regie: Georg Marischka, mit Alfred Böhm, Kurt Nachmann, Hans Holt, Christine Kaufmann)
- 1971: Wenn der Vater mit dem Sohne (Fernsehserie, eine Folge)
- 1973: Okay S.I.R. (Fernsehserie, eine Folge)
- 1974: Hallo – Hotel Sacher … Portier! (Fernsehserie, vier Folgen)
- 1975: Tatort – Urlaubsmord
- 1981: Der Kreis von W. Somerset Maugham – Regie: Walter Davy
- 1983: Hell in Frauensee (TV) – Regie: Wolfgang Panzer, mit Edd Stavjanik
- 1983: Tatort – Mord in der U-Bahn
- 1985: Der Leihopa (Fernsehserie, eine Folge)
- 1989: Roda Roda (Folge 11)
- 1992–1998: Kaisermühlen Blues (Fernsehserie, 43 Folgen)
- 2002: Dolce Vita & Co (Fernsehserie, eine Folge)
- 2003: Der Bockerer IV – Prager Frühling
- 2009: SOKO Donau  (Fernsehserie, eine Folge)
- 2009–2012: Die Lottosieger (Fernsehserie, 30 Folgen)
- 2010: Tante Herthas Rindsrouladen

## Veröffentlichungen
- Brigitte Neumeisters Rampenlicht-Blues. (Autobiografie). Kremayr & Scheriau, Wien u. a. 1998, ISBN 3-218-00652-X.
- Brigitte Neumeisters Professionisten-Blues. Schöne Räume – gute Träume. (Sachbuch). Kremayr & Scheriau, Wien u. a. 2000, ISBN 3-218-00681-3.
- Der Feueropal. Roman. 1. Auflage. Seifert, Wien 2004, ISBN 3-902406-11-9.
- Edwin Zbonek (Regie) u. a.: Zwei aus Verona. DVD-Video. Edition Josefstadt Theater, Band 6. Hoanzl, Wien 2007, ISBN 978-3-902568-36-6.
- Ernst Waldbrunn (Darst.) u. a.: Johanna geht… Zwei Einakter aus den Kammerspielen. DVD-Video. Edition Josefstadt Theater, Band 41. Hoanzl, Wien 2009, OBV.

## Auszeichnungen, Ehrungen, Preise
- Österreichisches Ehrenkreuz für Wissenschaft und Kunst
- Goldenes Verdienstkreuz der Stadt Wien
- Patin für „Brigitte-Neumeister-Rose“
- Romy als beliebteste Schauspielerin des Jahres 1997
- Berufstitel „Professorin“ seit 2003
- Goldenes Ehrenzeichen für Verdienste um das Land Wien 2007
- Straßenbenennung 2016: Brigitte-Neumeister-Platz in Wien, Favoriten[7]